# Tick Tack
「Tick Tack」是韓國的男子組合U-KISS的第1張日語單曲。2011年12月14日由avex trax發售。

## 概要
- 「Tick Tack」是U-KISS第一首原創日語单曲，此曲往後成為U-KISS第六張迷你專輯「DORADORA」的收錄曲。
- 「0330 -Piano & Chorus ver.-」是U-KISS第五張迷你專輯「Bran New KISS」主打曲「0330」的日語版本。
- 此單曲有4個版本，分別有「初回生産限定盤」、「通常盤」、「mu-mo限定盤」和「Tower Records版本」，「初回生産限定盤」收錄了「Tick Tack」的PV和Making。
- 在12月26日於公信榜单曲週排行榜取得第5位。

## 收錄内容

### CD
1. Tick Tack
2. Concidence
3. 0330 -Piano & Chorus ver.-
4. Tick Tack (Instrumental)
5. Coincidence (Instrumental)

### DVD（初回生産限定盤）
1. Tick Tack（PV）
2. Tick Tack（Making）